# Spring Lake (Wisconsin)
Spring Lake – miasto w Stanach Zjednoczonych, w stanie Wisconsin, w hrabstwie Pierce.